# Афрамович, Казимир Михайлович
Казимир Михайлович Афрамович (1857 — ?) — врач, статский советник, депутат 2-й Государственной Думы, член РСДРП.

## Биография
По происхождению поляк, евангелическо-лютеранского вероисповедания, дворянин. Окончил естественный факультет Петербургского университета и Военно-медицинскую академию в Санкт-Петербурге (1885). Служил военным врачом в 15-м Туркестанском стрелковом батальоне, затем, в 80-х годах работал врачом в Джизаке, а с 1891 до 1907 года — уездным врачом в Самарканде. Будучи на этой должности, в октябре 1899 года ездил в Анзор для выяснения причин вспышки там неизвестной тяжёлой болезни, установил, что это бубонная чума. Внёс существенный вклад в изучение эпидемиологии дракункулёза (ришты). Читал лекции по химии, занимался рисованием, столярной работой и резьбой. 

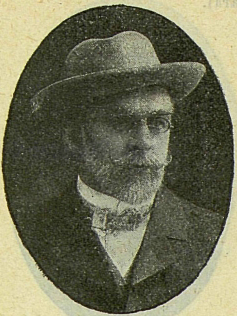
К. М. Афрамович в 1907 г.

Состоял в РСДРП, меньшевик, участвовал в издании социал-демократической газеты «Самарканд». Социал-демократическая организация Самарканда выдвинула кандидатуру Афрамовича вместо арестованного лидера организации, главного редактора газеты «Самарканд» М. В. Морозова. 27 февраля 1907 года избран во II Государственную Думу от некоренного населения Самаркандской области.
В Думе входил в социал-демократическую фракцию, состоял членом аграрной комиссии и комиссии для приёма помещений Думы.
Дальнейшая судьба неизвестна.

## Труды
- Афрамович K. M. Проказа и песь в Самаркандской области // Справочная книжка Самаркандской области на 1896 Самарканд, 1896 - С. 14
- Афрамович К. М. Озеро Тузкан. // Справочная книжка Самаркандской области. IV, 1896.

### Архивы
- Российский государственный исторический архив. Фонд 1278. Опись 1 (2-й созыв). Дело 23; Дело 625. Лист 44
- Центральный государственный архив Республики Узбекистан. Фонд И-1. Опись 27. Дело 651. Лист 37.

### Рекомендуемые источники
- А. А. Геворков. Врач К. М. Афрамович — передовой представитель русской: интеллигенции и медицины в Самаркандской области во второй половине XIX века. Труды Самаркандского мединститута, т. 19, 1960.